# Нейруляція

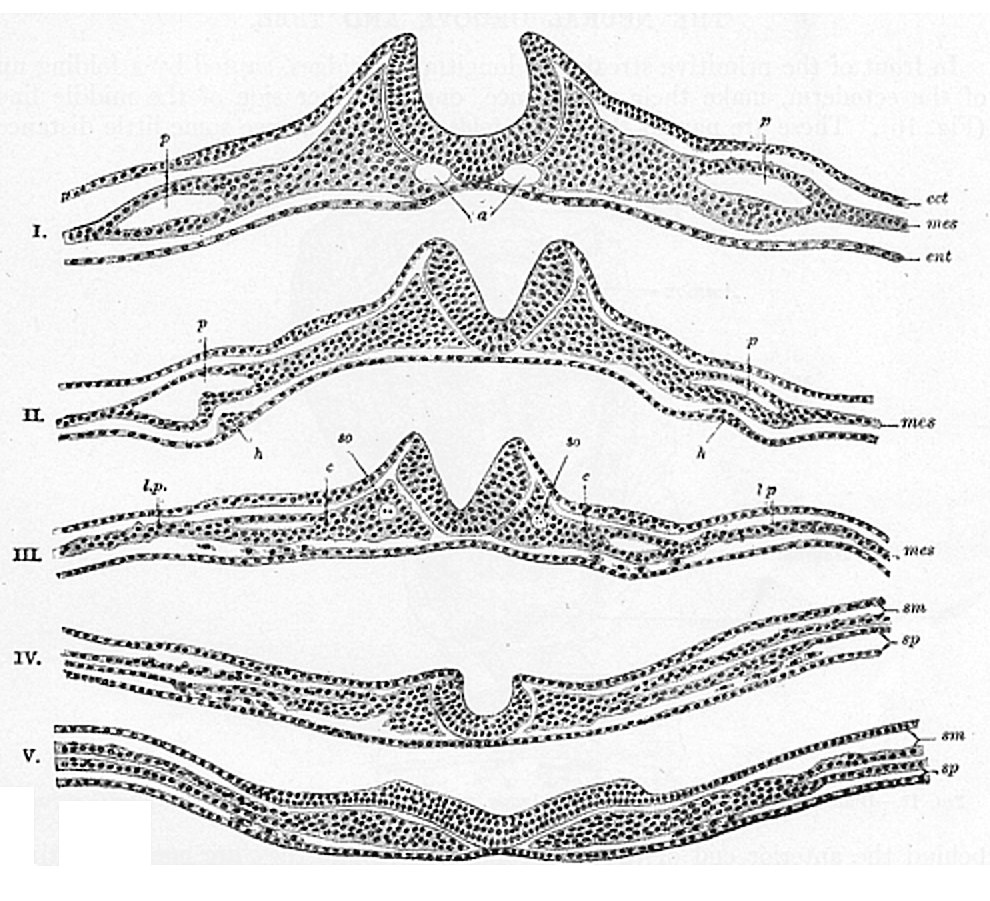
Нейруляція: препарат в поперечному перерізі, який показує розвиток від нервової пластинки до нервової борозенки (знизу вгору).

Схема нейруляції

Нейруляція — процес утворення нервової пластинки і її замикання у нервову трубку у процесі зародкового розвитку хордових.
Нейруляція — один з ключових етапів онтогенезу. Зародок на стадії нейруляції називається нейрулою.
Нейруляція — це важливий ембріональний процес, який відбувається на ранніх стадіях розвитку хребетних, що призводить до формування нервової трубки, яка згодом розвивається в центральну нервову систему (ЦНС), включаючи головний і спинний мозок. Цей процес включає серію добре скоординованих клітинних і молекулярних подій, які перетворюють ектодермальну тканину в нервову трубку.

## Первинна та вторинна нейруляція
Розрізняють первинну та вторинну нейруляцію. Під час первинної нейруляції вихідна ектодерма ділиться на три набори клітин: внутрішню нервову трубку, яка утворює головний і спинний мозок, епідерміс шкіри та клітини нервового гребеня. Клітини нервового гребеня утворюються в області, яка з’єднує нервову трубку та епідерміс, але потім мігрують в інше місце; вони генеруватимуть периферичні нейрони та глію, меланоцити та кілька інших типів клітин. Процес первинної нейруляції виглядає подібним у амфібій, рептилій, птахів і ссавців. Невдовзі після формування нервової пластинки її краї потовщуються і рухаються вгору, утворюючи нервові складки, а в центрі пластинки з’являється U-подібна нервова борозенка, яка розділяє майбутню праву та ліву сторони ембріона. Нервові складки мігрують до серединної лінії ембріона, зрештою зливаючись, утворюючи нервову трубку під верхньою ектодермою. Клітини в самій дорсальній частині нервової трубки стають клітинами нервового гребеня. 
Вторинна нейруляція включає утворення медулярного тяжу та його подальше вглиблення в нервову трубку. Знання механізмів вторинної нейруляції може бути важливим у медицині, враховуючи поширеність вад розвитку спинного мозку людини. У жаб і курчат вторинна нейруляція зазвичай спостерігається в нервовій трубці поперекових (черевних) і хвостових хребців. В обох випадках це можна розглядати як продовження гаструляції. У жаби замість інволюції в ембріон клітини дорсальної губи бластопору продовжують рости вентрально. 
Отже, якщо порівняти два види нейруляції, то головна відмінність полягає у тому, що при первинній нейруляції нервова пластинка складається, інвагінується в тіло ембріона й відокремлюється від поверхневої ектодерми, утворюючи розташовану нижче порожню трубку. В той час як при вторинній нейруляції скупчення мезенхімальних клітин утворюють щільний тяж, який зазнає мезенхімально-епітеліального переходу, утворює порожнини та порожню трубку для формування термінального відділу спинного мозку. 
У людини первинна нейруляція відбувається впродовж 3-4 тижня вагітності вздовж більшої частини рострокаудальної осі ембріона. Протягом 5 тижня вагітності відбувається вторинна нейруляція, виключно в нижній крижовій і куприковій ділянках. 

## Етапи нейруляції
Основні етапи нейруляції можна розділити наступним чином: формування нервової пластинки,  згинання нервової пластинки й утворення нервової трубки, закриття нейропор, вторинна нейруляція.
Нейруляція починається з утворення нервової пластинки, яка виникає зі спеціалізованої ділянки ектодерми, одного з трьох первинних зародкових листків. Цей процес відбувається під час гаструляції, коли клітини мігрують і диференціюються, утворюючи чіткі зародкові листки. Нервова пластинка - це плоский шар клітин, який спочатку охоплює дорсальну область ембріона. Після формування нервової пластинки вона зазнає морфологічних змін. Бічні краї нервової пластинки починають підніматися, утворюючи нервові валики вздовж дорсальної серединної лінії. Це підвищення зумовлене змінами форми клітин, міграцією та клітинною адгезією. Коли нервові валики піднімаються, вони створюють поглиблення між ними, яке називається нервовим жолобком (нервовою борозною). Наступний етап це закриття нервової трубки. Нервові валики поступово зближуються один з одним і зливаються по дорсальній серединній лінії ембріона. Закриття нервової трубки починається в середній області, відомої як майбутній задній мозок, і просувається як краніально (до голови), так і каудально (до хвоста). Після закриття нервова трубка диференціюється вздовж рострально-каудальної осі на окремі ділянки, які дадуть початок різним частинам центральної нервової системи.  Подальша диференціація в цих областях призводить до розвитку специфічних структур головного мозку і сегментів спинного мозку. Одночасно із закриттям нервової трубки клітини нервового гребеня відшаровується від дорсальних країв нервової трубки. Ці мультипотентні клітини мігрують до різних ділянок ембріона та сприяють формуванню різноманітних типів клітин, включаючи гліальні клітини периферичної нервової системи, меланоцити тощо.  Нарешті, кінці нервової трубки, як ростральний, так і каудальний, змикаються, щоб завершити формування центральної нервової системи. Правильне замикання має важливе значення для захисту та розвитку нервової тканини. Порушення закриття може призвести до серйозних аномалій розвитку, відомих як дефекти нервової трубки. 

## Роль морфогенів
Морфогени — це сигнальні молекули, які відіграють важливу роль в ембріональному розвитку, керуючи диференціацією клітин, проліферацією. Ці молекули виділяються певними групами клітин і утворюють градієнти концентрації в тканинах, що розвиваються. Клітини інтерпретують ці градієнти та реагують відповідним чином, що призводить до формування складних структур тканин і органів.
У контексті нейруляції морфогени важливі для регуляції процесу формування нервової трубки. В процесі нейруляції беруть участь різні морфогени. Наприклад, фактор росту фібробластів (FGF),  трансформуючий фактор росту β (TGF-β).

## Нейруляції в людини
Первинна ембріональна індукція відбувається у напрямку від головного кінця зародка до хвостового. Під час нейруляції змінюється форма клітин дорзальної ектодерми. Клітини дорзальної ектодерми подовжуються в дорзовентральному напрямку, при цьому так само орієнтуються і мікротрубочки цитоплазми цих клітин. Варто зазничити, що в апікальній частині клітини нервової пластинки з’єднані за допомогою щільних контактів, а у базальній з’єднані щілинними контактами.
Наступна стадія — підняття країв нервової пластинки та формування валиків, між якими розташований нервовий жолобок. Пізніше краї нервових валиків змикаються по серединній лінії і утворюють замкнену нервову трубку. Замикання нервової трубки відбувається не одночасно. Спочатку нервова трубка замикається на рівні третьої пари сомітів (22 доба), а потім в інших відділах. В ембріональній нервовій системі також доволі рано відбувається формування зачатків очей. Краніальна та каудальна ділянки нервової трубки ще деякий час залишаються незамкненими, ці ділянки називають нейропорами (передній і задній відповідно). Нейропори закриваються неодночасно: передній нейропор закривається на 23-26 добу розвитку, тоді як задній тільки на 26-30 добу. До 6-го тижня вагітності закінчуються процеси реорганізації каудальної частини нервової трубки, а до 8-го тижня утворюється кінській хвіст спинного мозку, що означає завершення нейруляції. Однак після змикання валиків і утворення нервової трубки розташована між нейральною і шкірною ектодермою частина ектодерми утворює нервовий гребінь та нейрогенні плакоди. Із клітин нервового гребеня в подальшому розвиваються чутливі нейрони спинномозкових вузлів і окремих гангліїв черепних нервів, нейрони автономної нервової системи, шваннівські клітини, клітини шкіри (меланоцити), клітини дифузної ендокринної системи та інші структури. Нейрогенні плакоди — похідні ектодерми, розташовані по обидва боки від нервової трубки у краніальному відділі емріона. Похідними нейрогенних плакод є нейрони вестибулярного ганглію, нюхові нейрони, нейрони слухового ганглію, чутливі нейрони  каменистого, колінчастого, вузлуватого і трійчастого гангліїв черепних нервів.

## Патології, пов'язані з процесом нейруляції
Нейруляція є критичним процесом ембріонального розвитку, який включає формування нервової трубки, попередника центральної нервової системи (ЦНС). Порушення або аномалії під час нейруляції можуть призвести до різноманітних вроджених вад розвитку, відомих як дефекти нервової трубки. Деякі з основних патологій, пов’язаних з нейруляцією, включаютьSpina Bifida, аненцефалію, енцефалоцеле тощо. 
Дефекти нервової трубки є одними з найпоширеніших вад розвитку людини з частотою 1–5 випадків на 1000 живонароджених. Існують разючі відмінності в захворюваності між популяціями, коливаючись від 1 на 3000 у фінській популяції з низьким ризиком до більш ніж 1 на 300 в регіонах з високим ризиком в Ірландії та Великобританії . Вважається, що приблизно 85% дефектів нервової трубки можуть бути результатом комбінованого впливу екологічних і генетичних факторів, що вказує на багатофакторну етіологію . За останні кілька десятиліть у всьому світі спостерігалося зниження кількості пологів із дефектом нервової трубки, головним чином завдяки впровадженню ультразвукового скринінгу як частини звичайного допологового догляду з наступним терапевтичним перериванням вагітності та первинною профілактикою шляхом прийому фолієвої кислоти на ранніх термінах вагітності . 
| МРТ зображення мозку людини | Це незавершена стаття з нейронауки. Ви можете допомогти проєкту, виправивши або дописавши її. |

| Зародок | Це незавершена стаття з біології розвитку. Ви можете допомогти проєкту, виправивши або дописавши її. |

1. ↑  Антонік, Ірина Петрівна (2016). Методичні вказівки до виконання лабораторних робіт з дисципліни "Основи анатомії та фізіології вищої нервової діяльності" для студентів-магістрів напряму підготовки "біологія" денної та заочної форм навчання. doi:10.31812/0564/1742. Процитовано 10 березня 2024.
2. ↑  Glossari. moodle.znu.edu.ua (італ.). Процитовано 10 березня 2024.
3. ↑  Barresi, Michael J. F.; Gilbert, Scott F. (1 березня 2023). Developmental Biology. Oxford University Press. ISBN 978-0-19-757459-1.
4. ↑  Wu, Yu; Peng, Sisi; Finnell, Richard H.; Zheng, Yufang (17 березня 2021). Organoids as a new model system to study neural tube defects. The FASEB Journal. Т. 35, № 4. doi:10.1096/fj.202002348r. ISSN 0892-6638. Процитовано 10 березня 2024.{{cite news}}:  Обслуговування CS1: Сторінки із непозначеним DOI з безкоштовним доступом (посилання)
5. 1 2  Nevmerzhytska, N. M., Grabovyi, O. M., Yaremenko, L. M., Dzevulska, I. V., Synytska, A. M., & Kozak, H. I. (2024). Молекулярні та морфогенетичні особливості нейруляції. Zaporozhye мedical journal, 26(1), 72-77.
6. ↑  About Neural Tube Defects (NTDs) | NICHD - Eunice Kennedy Shriver National Institute of Child Health and Human Development. www.nichd.nih.gov (англ.). 17 серпня 2018. Процитовано 10 березня 2024.
7. ↑  Rogers, Katherine W.; Schier, Alexander F. (10 листопада 2011). Morphogen Gradients: From Generation to Interpretation. Annual Review of Cell and Developmental Biology. Т. 27, № 1. с. 377—407. doi:10.1146/annurev-cellbio-092910-154148. ISSN 1081-0706. Процитовано 10 березня 2024.
8. ↑  Cayuso, Jordi; Martí, Elisa (22 липня 2005). Morphogens in motion: Growth control of the neural tube. Journal of Neurobiology. Т. 64, № 4. с. 376—387. doi:10.1002/neu.20169. ISSN 0022-3034. Процитовано 10 березня 2024.
9. 1 2  Долгов О.М. (2015). Загальна гістологія з основами ембріології: навчальний посібник: у 2 ч. Вінниця: «Віндрук». с. 124.
10. ↑  ten Donkelaar, Hans J.; Copp, Andrew J.; Bekker, Mireille; Renier, Willy O.; Hori, Akira; Shiota, Kohei (2023). Neurulation and Neural Tube Defects. Clinical Neuroembryology. Cham: Springer International Publishing. с. 249—312. ISBN 978-3-031-26097-1.
11. ↑  Dolk, H.; de Wals, P.; Gillerot, Y.; Lechat, M. F.; Ayme, S.; Cornel, M.; Cuschieri, A.; Garne, E.; Goujard, J. (1991-11). Heterogeneity of neural tube defects in europe: The significance of site of defect and presence of other major anomalies in relation to geographic differences in prevalence. Teratology. Т. 44, № 5. с. 547—559. doi:10.1002/tera.1420440508. ISSN 0040-3709. Процитовано 10 березня 2024.
12. ↑  Copp, Andrew J.; Bernfield, Merton (1994-12). Etiology and pathogenesis of human neural tube defects. Current Opinion in Pediatrics. Т. 6, № 6. с. 624—631. doi:10.1097/00008480-199412000-00002. ISSN 1040-8703. Процитовано 10 березня 2024.
13. ↑  Czeizel, Andrew E.; Dudás, István (24 грудня 1992). Prevention of the First Occurrence of Neural-Tube Defects by Periconceptional Vitamin Supplementation. New England Journal of Medicine. Т. 327, № 26. с. 1832—1835. doi:10.1056/nejm199212243272602. ISSN 0028-4793. Процитовано 10 березня 2024.